# Szlovén ábécé
Az szlovén ábécé a latin íráson alapul, a szlovén nyelv írására szolgál, és 25 betűt tartalmaz:

## Történet

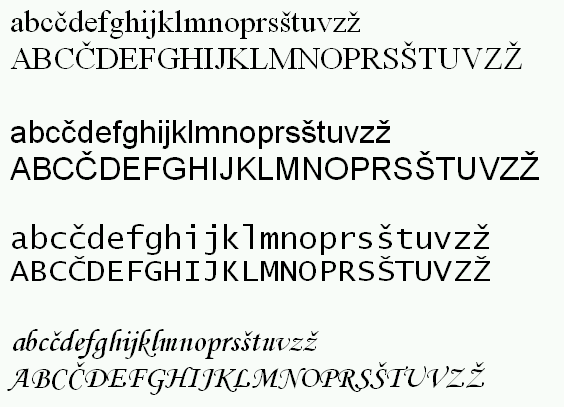
Szlovén ábécé

A szlovén ábécé az 1840-es évek közepén jött létre a Ljudevit Gaj által a Cseh ábécéből kialakított horvát ábécéből (gajica). Ez előtt az ábécé egyes betűi különböztek a jelenlegi ábécé betűitől: a mai Š-et például általában ∫, ∫∫ vagy ɾ jelölte, a Č-t a T∫CH, CZ, T∫CZ, TCZ betűkapcsolatokkal jelölték, a Ž-t az Š-hez hasonlóan ∫, ∫∫ vagy ∫Z jelölte, ezen kívül – némi latin hatásra – az I és az Y csereszabatos volt (bár utóbbit inkább az orosz ы-ből származó szavakban használták), de egyúttal a J jelölésére is használták. Ezen kívül gyakoriak voltak a dupla betűk, valamint általános volt a W használata a V helyett.
Később Adam Bohorič megreformálta ezt a korai ábécét, egységesítette a több formában írt betűket. A mai c, č, s, š, z, ž betűket a bohoričában z, zh, ∫, ∫h, s, sh jelölte.
A fentiekkel egy időben több ábécé-variáns is megjelent (például metelčica, dajnčica), kisebb-nagyobb sikerrel használták is őket, de végül is a Gaj-féle ábécé nyert az idők során.

## Szlovén ábécén kívüli betűk
A q, w, x, y betűket nem használják a hivatalos szlovén írásban. Az idegen nyelvekből átvett szavak a kiejtés szerint írandók, például az angol express szó a szlovén nyelvtan szabályai szerint ekspress-nek írandó. Ezzel szemben a latin betűs tulajdonneveket nem írják át. A diakritikus jelek ( például á, đ, ü) nem módosítják a betűk helyét az ábécében.

## Külső hivatkozások
- Omniglot.com